# Ålderstrappa

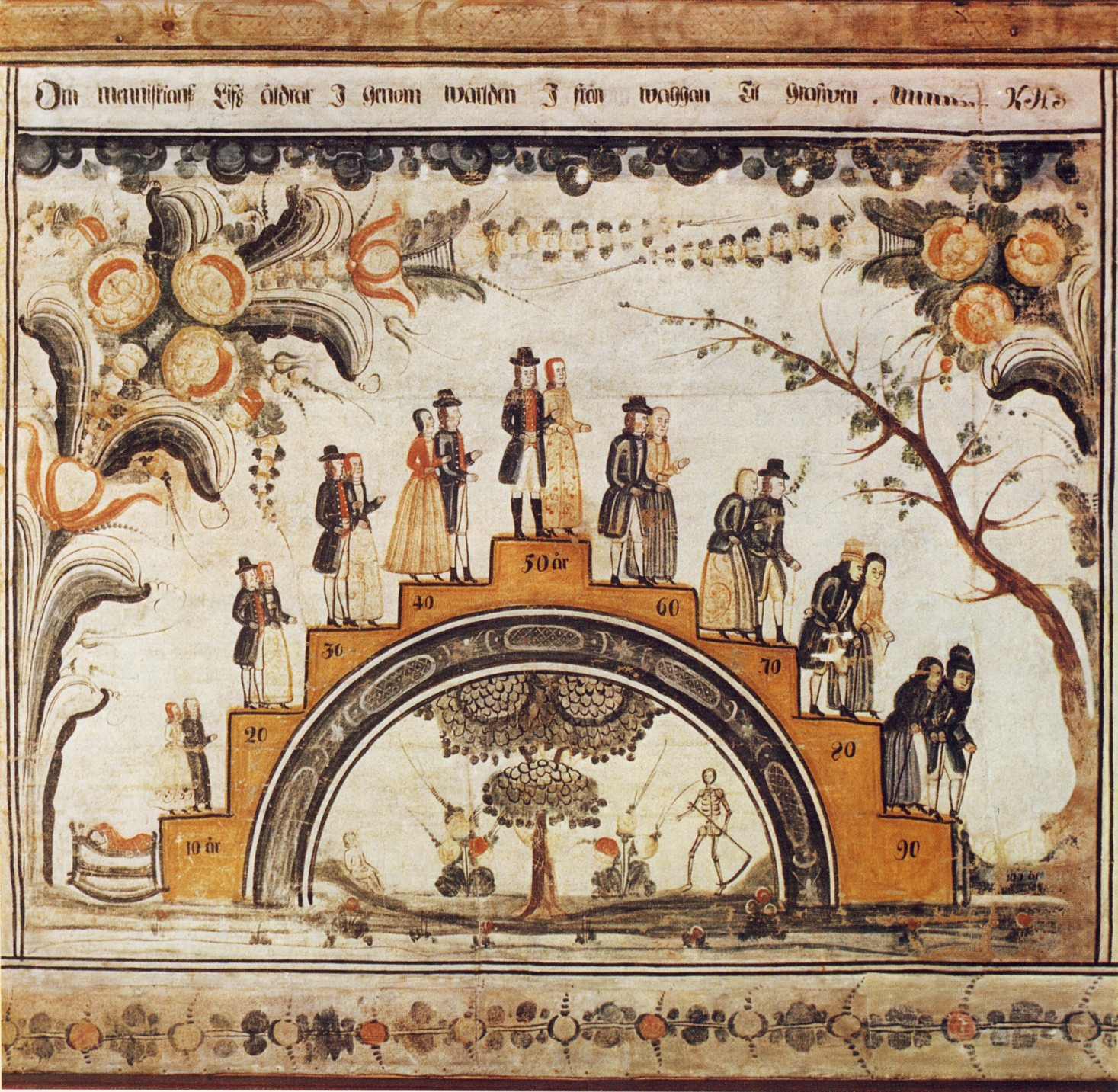
Ålderstrappan i kurbitsmåleri av Winter Carl Hansson i Danielsgården, Bingsjö, 1799.

Ålderstrappa är ett bildmotiv som är vanligt inom folklig bildkonst från 1600-talet fram till 1800-talet. 
Ålderstrappan framställer människans liv i tioårsintervall, som en pyramid med trappsteg där basen är spädbarnsålder (0 år) och död (100 år), och toppen markerar 50 år. På varje trappsteg finns en eller ett par representanter för den avsatsens åldersgrupp. 
Winter Carl Hansson, (1777-1805) gjorde sin variant av ålderstrappan i kurbits.

## Galleri

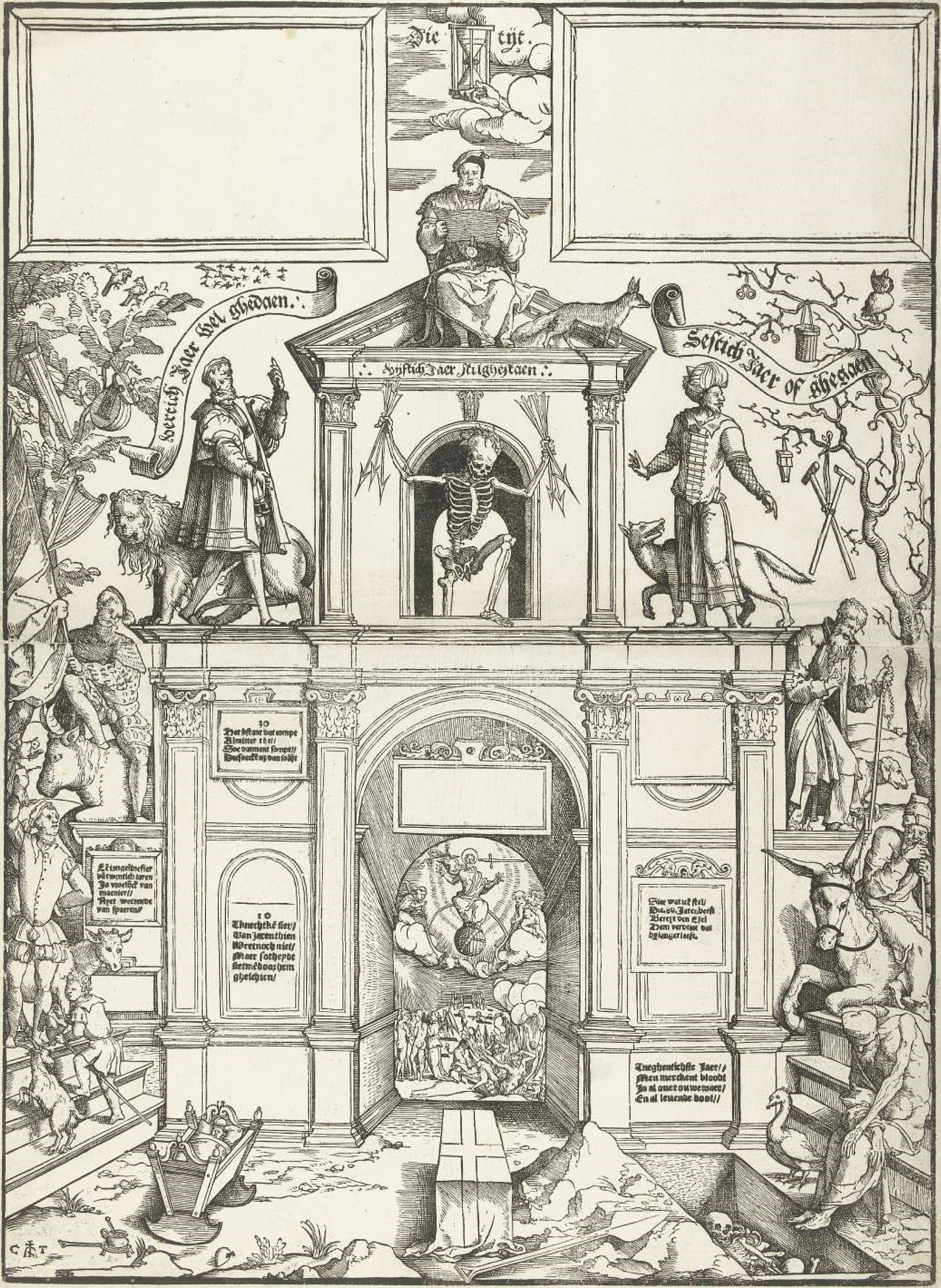
"Lebenstreppe" cirka 1550, av Cornelis Anthonisz
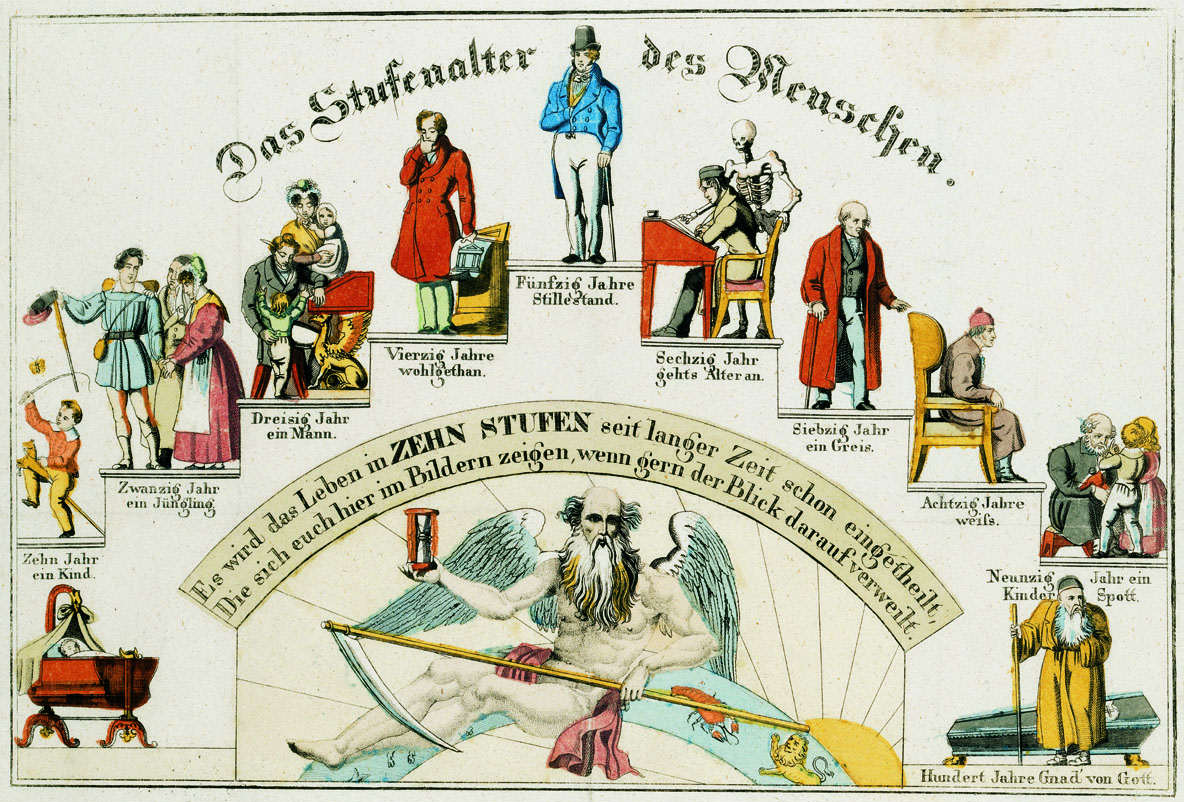
"Die Lebenstreppen des Mannes", tysk avbildning cirka 1840
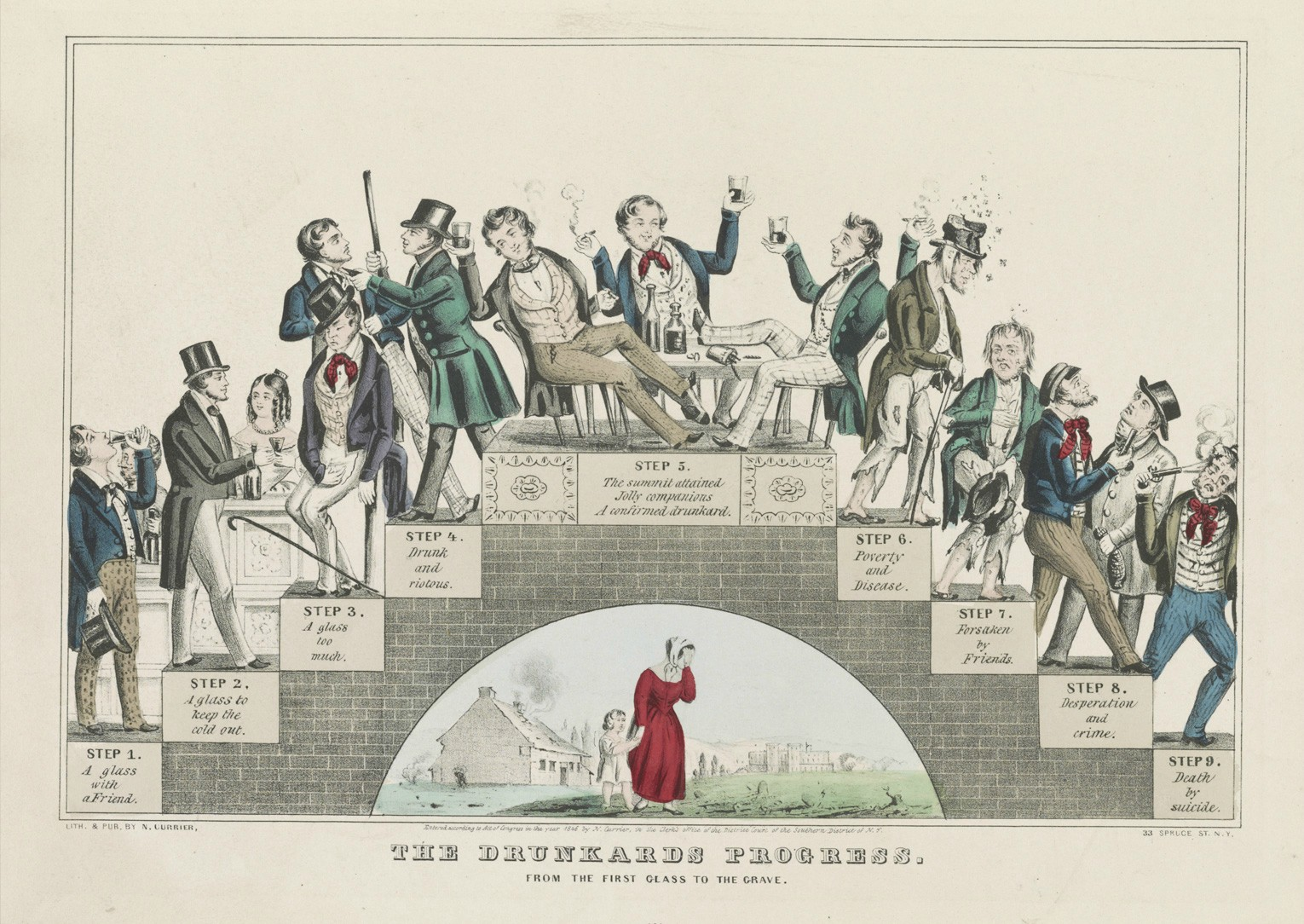
En variation på temat för Nykterhetsrörelsen cirka 1846